# Maçã de Portalegre
Maçã de Portalegre IGP é um produto de origem portuguesa com Indicação Geográfica Protegida pela União Europeia (UE) desde 21 de junho de 1996.
O agrupamento gestor da indicação geográfica protegida "Maçã de Portalegre" é a APAFNA - Agrupamentos de Produtores Agrícolas e Florestais do Norte Alentejano.